# Markus Figl

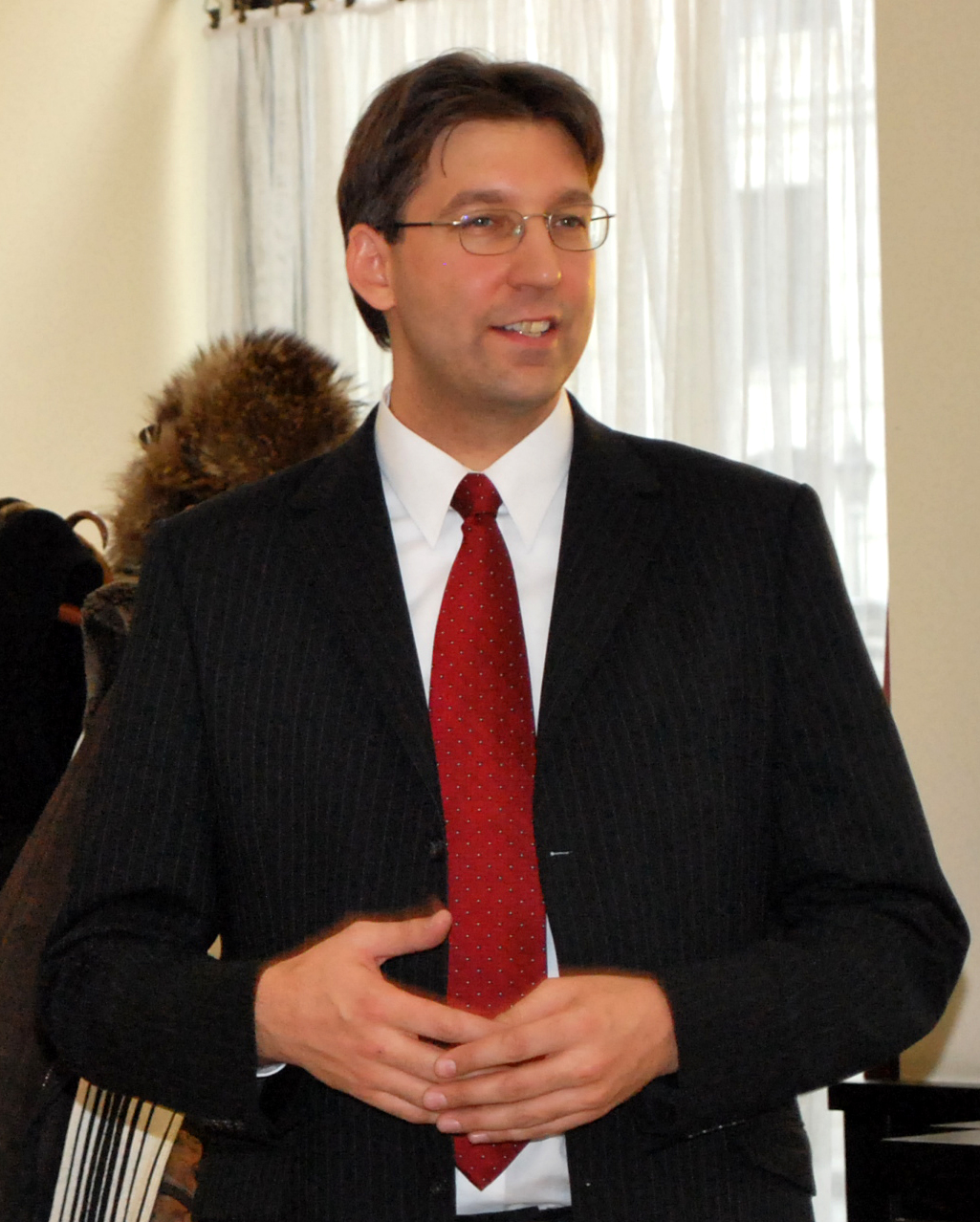
Markus Figl (Dezember 2012)

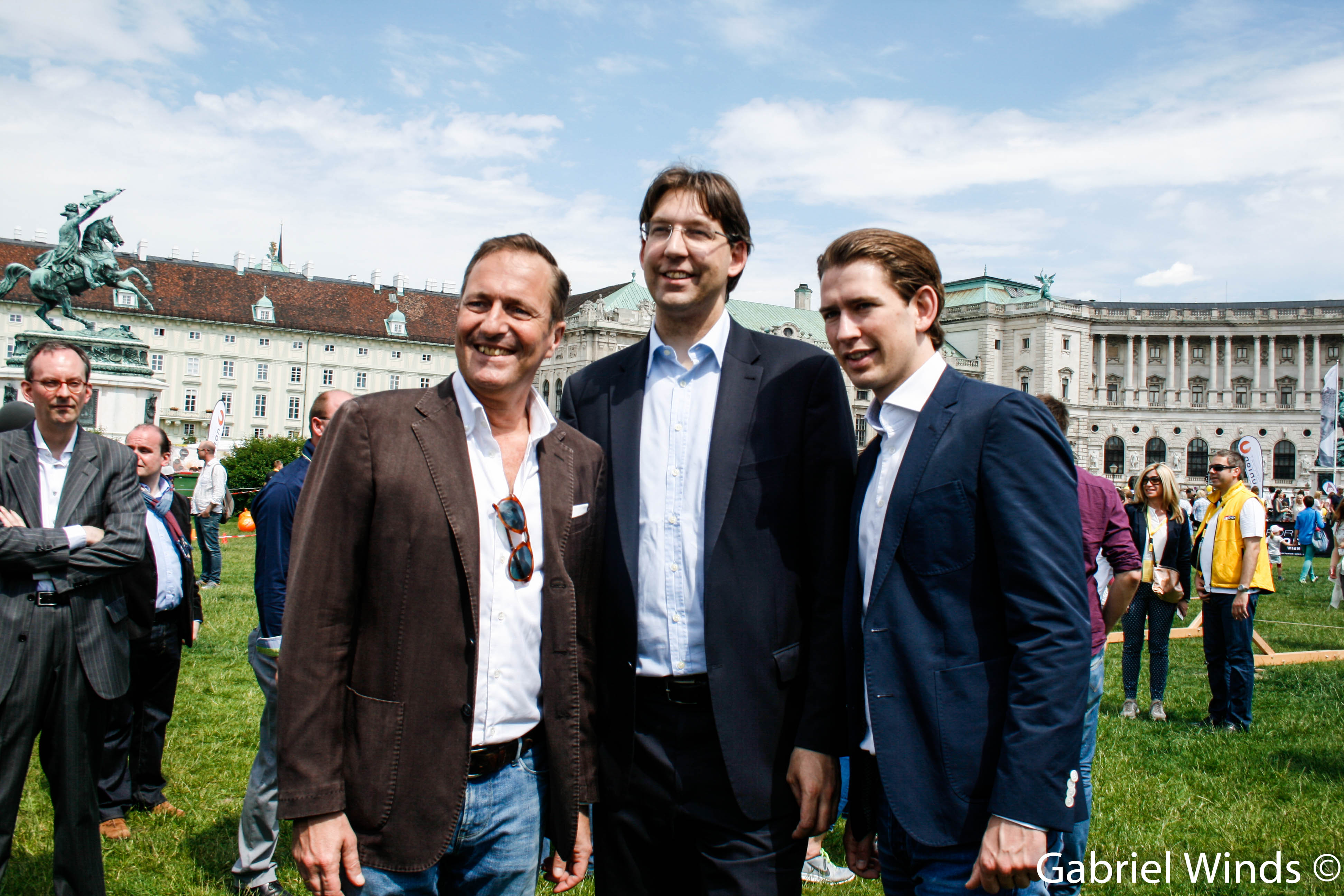
Manfred Juraczka, Markus Figl und Sebastian Kurz (Mai 2015)

Markus Figl (* 14. November 1973 in Wien) ist ein österreichischer Politiker (ÖVP). Figl ist seit dem 22. Dezember 2015 Bezirksvorsteher des ersten Wiener Gemeindebezirks, der Inneren Stadt und seit dem 28. April 2025 geschäftsführender Landesparteiobmann der ÖVP Wien. Außerdem ist Figl Präsident der Österreichisch-Israelischen Gesellschaft.

## Leben
Markus Figl ist der Großneffe von Bundeskanzler Leopold Figl, der 1945 bis 1953 amtierte und sich auf Grund seiner Volkstümlichkeit großer Beliebtheit erfreute. Als Außenminister war Leopold Figl 1955 einer der Unterzeichner des Staatsvertrags, mit dem das Land den Abzug der Besatzungsmächte erreichte und seine Freiheit gewann. Markus Figls Großvater war Leopold Figls älterer Bruder.
Nach der Matura und dem abgelegten Grundwehrdienst studierte Figl an der Universität Wien sowie an der Katholischen Universität Löwen in Belgien Rechtswissenschaften und Politikwissenschaften und arbeitete in einer Anwaltskanzlei.
1999 wurde Figl parlamentarischer Mitarbeiter von Michael Spindelegger und folgte ihm auch in den Stab des Zweiten Nationalratspräsidenten. Als Michael Spindelegger (ÖVP) 2008 vom Zweiten Nationalratspräsidenten ins Amt des Außenministers wechselte, wechselte Figl mit ihm. 2013, bei der Ernennung Spindeleggers zum Finanzminister, folgte ihm Figl auch in dieses Ressort.
In seiner Partei, der ÖVP, fungierte Markus Figl von 1999 bis 2006 als Vorsitzender der Jungen Volkspartei in der Inneren Stadt. 2005 wurde er unter der neuen Bezirksvorsteherin Ursula Stenzel Bezirksvorsteher-Stellvertreter.
Markus Figl ist Vater von vier Kindern. Er ist seit 1993 Mitglied der katholischen Studentenverbindung KaV Norica Wien im ÖCV.

## Politik
Markus Figl ist seit dem 22. Dezember 2015 Bezirksvorsteher der Inneren Stadt in Wien. In dieser Funktion setzt er sich für eine lebenswerte und bewohnte Innenstadt ein. Zu seinen zentralen Anliegen zählen die Verkehrsberuhigung der Inneren Stadt, die Förderung des Wohnens im Bezirk, die Erhaltung des Weltkulturerbes sowie die Neugestaltung öffentlicher Plätze.
In Interviews betont Figl regelmäßig den Wunsch nach einer „bewohnten Inneren Stadt“. Diese sieht er als notwendiges Gegengewicht zum wachsenden Problem des Übertourismus. Im Rahmen des Projekts „Verkehrsberuhigte Innere Stadt“ sollen Maßnahmen zur Reduktion des motorisierten Verkehrs in der Inneren Stadt umgesetzt werden. Mit einem kamerabasierten Zufahrtssystem zu den bereits vorhandenen Parkgaragen sollen täglich bis zu 15.700 Einfahrten in die Innere Stadt vermieden werden. Ziel ist es, die Auslastung der öffentlichen Parkplätze um nahezu ein Viertel zu senken, nicht zwingend erforderlichen Verkehr aus dem Bezirk fernzuhalten und so Platz für Begrünung, kühlende Maßnahmen und neue Aufenthaltsbereiche zu schaffen.
Nach den Landtags-, Gemeinderats- und Bezirksvertretungswahlen am 27. April 2025, bei der die ÖVP Wien nur 9,7 % der Stimmen erreichte, übernahm Markus Figl als geschäftsführender Landesparteiobmann der ÖVP Wien von Karl Mahrer. In Reaktion auf das Wahlergebnis kündigte er in einem Interview an, die Partei neu aufzustellen: „Es geht darum, Visionen zu vermitteln und vor allem junge Menschen wieder zu erreichen.“ Sein erklärtes Ziel ist es, die Volkspartei als konstruktive politische Kraft im urbanen Raum zu positionieren – mit Fokus auf Stadtentwicklung, Gemeinwohl, Nachhaltigkeit und Sicherheit.